# Раков, Василий Сергеевич
Василий Сергеевич Раков (1914—2001) — советский военный. Участник вооружённого конфликта у озера Хасан и Советско-японской войны. Герой Советского Союза (1938). Майор.

## Биография

Сапёрная лопата — главное оружие сапёра

Василий Сергеевич Раков родился 1 января 1914 года в селе Селичня Севского уезда Орловской губернии (ныне село Суземского района Брянской области) в крестьянской семье. Русский. Окончил четыре класса начальной школы. Работал в личном крестьянском хозяйстве отца. В 1932 году вследствие начавшегося в СССР голода Василий Сергеевич в поисках лучшей доли переехал на Урал. Работал в Пригородном совхозе города Нижнего Тагила пастухом и учётчиком молока. Окончил зоотехнические курсы.
В ряды Рабоче-крестьянской Красной Армии В. С. Раков был призван Нижнетагильским городским военкоматом в апреле 1936 года. Срочную службу проходил на Дальнем востоке в 23-м отдельном сапёрном батальоне 40-й стрелковой дивизии Особой Краснознамённой Дальневосточной армии. Окончил школу младших командиров, был назначен на должность командира сапёрного отделения. Отслужив срочную службу, остался на сверхсрочную.
В связи с нарастанием напряжённости на границе с Маньчжоу-го командование ОКДВА активно обустраивало приграничную территорию в инженерном отношении. Отделение младшего комвзвода В. С. Ракова летом 1938 года в составе своего батальона работало на строительстве дороги Ворошилов — Хасан в районе села Барабаш. В ответ на непрекращающиеся провокации со стороны японской военщины на советско-китайской границе 1 июля 1938 года ОКДВА была развернута в Краснознаменный Дальневосточный фронт (с 23 июля 1938 года — Дальневосточный Краснознаменный фронт), а 40-я стрелковая дивизия вошла в состав 1-й Приморской армии. Вскоре началась передислокация её частей в район озера Хасан. 23-й отдельный сапёрный батальон был переброшен в район села Краскино, где осуществлял инженерное сопровождение частей дивизии, выдвигающихся к границе. 12 июля 1938 года советские пограничники заняли спорные приграничные сопки Заозёрная и Безымянная, что стало поводом для дальнейшей эскалации конфликта.

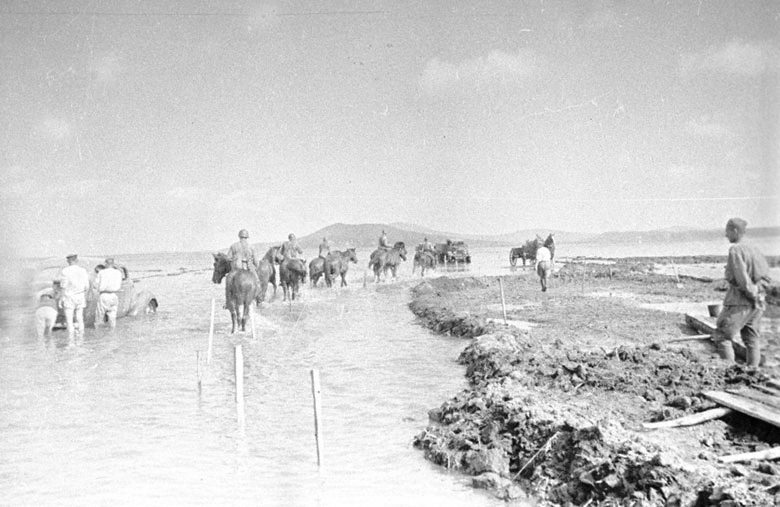
Советские солдаты преодолевают водную преграду в районе озера Хасан. Справа виден проложенный сапёрами участок дороги

24 июля 1938 года японские войска атаковали позиции советских пограничников на спорных высотах, и овладев ими 31 июля с третьей попытки, стали спешно возводить укрепления. До 6 августа 1938 года 23-й отдельный сапёрный батальон непосредственно в боевых действиях не участвовал. Его личный состав героически работал на обустройстве дороги через трудно проходимую и сильно заболоченную местность, по которой была осуществлена переброска частей 40-й стрелковой дивизии и приданных ей танков к южной оконечности озера Хасан. В ходе генерального наступления, которое началось 6 августа 1938 года в 16.00 по местному времени, отделение младшего комвзвода В. С. Ракова осуществляло инженерное сопровождение приданных дивизии танков и обеспечило их выход к подножию сопки Заозёрная. Затем Василий Сергеевич со своими бойцами вместе с танкистами и пехотинцами 118-го стрелкового полка участвовал в штурме высоты. Его отделение одним из первых ворвалось во вражеские траншеи и в ожесточённой рукопашной схватке, действуя гранатами, прикладами и сапёрными лопатками, сломило сопротивление противника и выбило его с занимаемых рубежей. К 22.00 часть сопки Заозёрная оказалась в руках советских солдат. Японцы скоро предприняли яростную контратаку, но младший комвзвода А. В. Раков с оставшимися в строю бойцами своего отделения удержал занятые рубежи. При отражении контратаки японцев Василий Сергеевич был тяжело контужен, и после окончания боя его эвакуировали в госпиталь. Указом Президиума Верховного Совета СССР от 25 октября 1938 года младшему комвзводу Ракову Василию Сергеевичу было присвоено звание Героя Советского Союза. Таким образом, Василий Сергеевич стал первым военнослужащим инженерных войск, удостоенным высшего звания СССР.
Более двух месяцев А. В. Раков лечился в госпитале. Вернувшись в строй, Василий Сергеевич решил связать свою дальнейшую службу с армией, и вскоре его направили на учёбу в военное инженерное училище. После окончания учебного заведения герой-хасановец был оставлен в нём на преподавательской работе и до 1943 года готовил инженерные кадры для фронта. Окончив в августе 1943 году курсы усовершенствования офицерского состава инженерных войск, А. В. Раков получил назначение в 231-ю стрелковую дивизию 1-й Краснознамённой армии, где принял под командование сапёрную роту 339-го отдельного сапёрного батальона. До лета 1945 года батальон занимался строительством дорог в приграничной полосе. Перед началом Советско-японской войны капитан В. С. Раков занимал должность заместителя командира батальона. В августе — сентябре 1945 года он принимал участие в Маньчжурской операции, в ходе которой сапёры занимались восстановлением дорожного полотна в полосе движения 1-й Краснознамённой армии. По оценке командира батальона капитана В. П. Ромашкова капитан Раков «быстро ликвидировал создававшиеся „пробки“ на дорогах. При налёте авиации противника умело организовывал групповой огонь».
После войны капитан В. С. Раков продолжал службу в инженерных частях Дальневосточного военного округа на должностях полкового и дивизионного военного инженера. В 1961 году во время военной реформы Н. С. Хрущёва, сопровождавшейся крупномасштабными сокращениями в армии, майор В. С. Раков был уволен в запас. После завершения военной службы Василий Сергеевич поселился в Брянске. До начала 1980-х годов работал мастером производственного объединения «Электрон» Всесоюзного общества слепых. После выхода на заслуженный отдых он активно участвовал в военно-патриотической работе среди молодёжи и ветеранском движении. Умер Василий Сергеевич 26 июня 2001 года. Похоронен в Брянске на Советском кладбище.

## Награды и звания
- Звание Героя Советского Союза (25.10.1938)[3];
- орден Ленина (25.10.1938);
- орден Красного Знамени;
- орден Отечественной войны 1-й степени (11.03.1985)
- два ордена Красной Звезды (03.10.1945; ??);
- медали, в том числе:
  - медаль «За победу над Японией».

## Документы
- Общедоступный электронный банк документов «Подвиг Народа в Великой Отечественной войне 1941—1945 гг.» Дата обращения: 16 октября 2013. Архивировано из оригинала 11 мая 2017 года.

Орден Отечественной войны 1-й степени (информация из карточки награждённого к 40-летию Победы).
Орден Красной Звезды (наградной лист и приказ о награждении).